# The Four Seasons (groep)

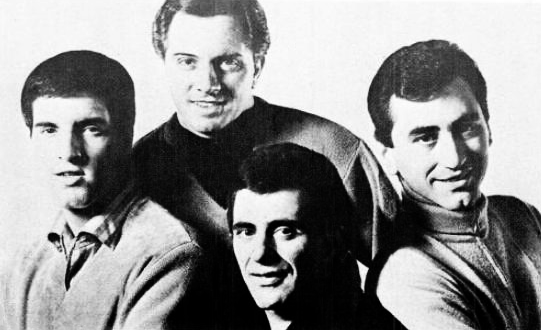
The Four Seasons in 1966

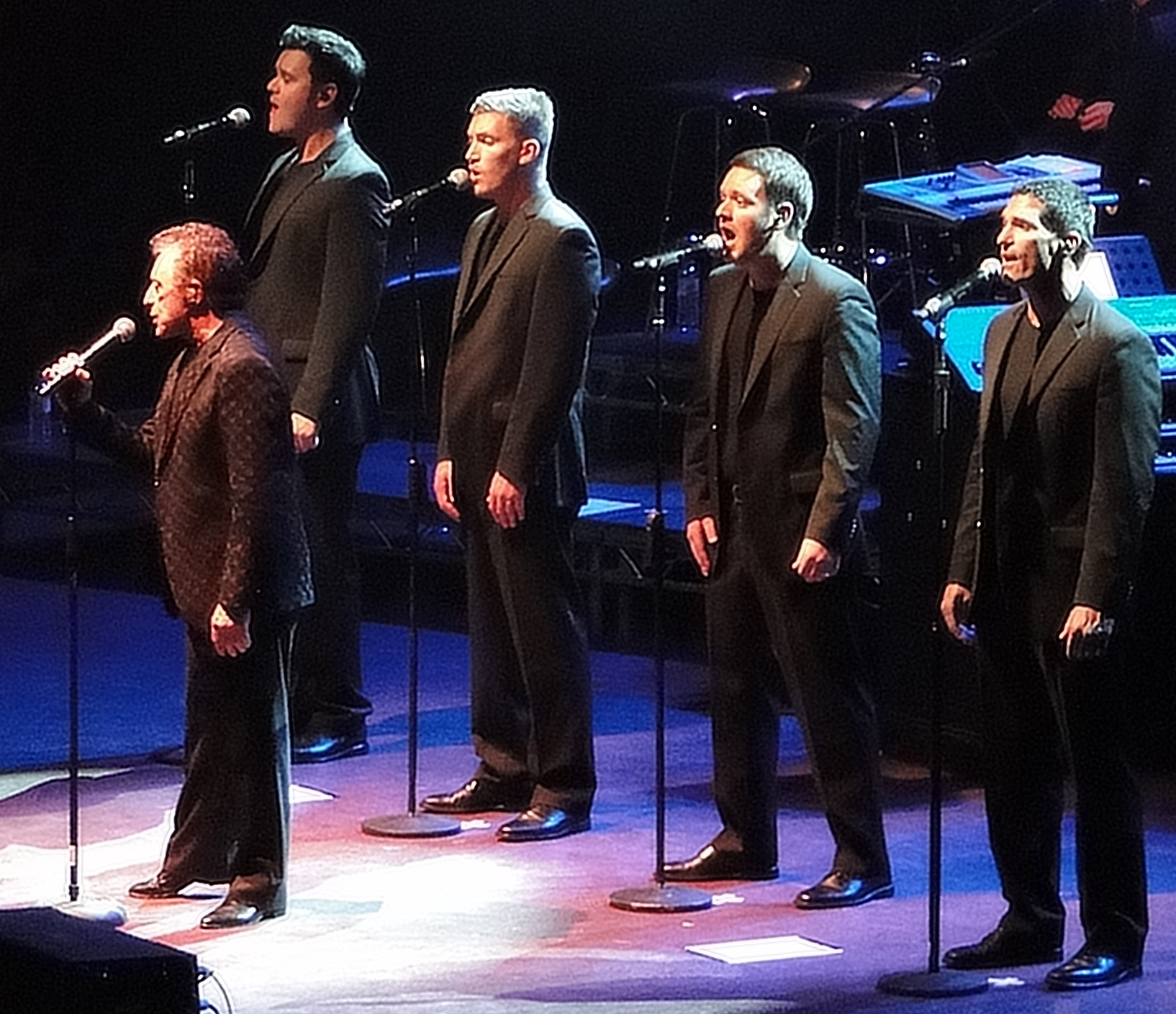
Frankie Valli en The Four Seasons in juni 2012

The Four Seasons is een Amerikaanse popgroep, in 1961 opgericht in Newark (New Jersey). De groep werd zeer populair in de jaren zestig van de twintigste eeuw, toen de groep grote hits had met nummers als "Sherry", "Big Girls Don't Cry" en "Walk Like A Man". The Four Seasons onderscheidde zich van andere popgroepen door de falsettostem van leadzanger Frankie Valli en de mix van Italiaans-Amerikaanse doowopzang met rock-'n-rollmuziek. Wereldwijd heeft de groep zo'n honderd miljoen platen verkocht.

## Geschiedenis
Frankie Valli bracht al in 1953 zijn eerste single uit. Samen met onder andere gitarist Tommy DeVito vormde hij later een kwartet, dat onder verscheidene namen optrad. Onder de naam The Four Lovers had de groep in 1956 een hitje in de Verenigde Staten met het nummer "You're the Apple of My Eye". De jaren daarna bracht Valli verscheidene singles uit bij labels als RCA, zowel met de groep als solo, maar wist geen hits te scoren.
In 1961, met de komst van Bob Gaudio bij de groep, werd de naam van de groep veranderd in The Four Seasons. De groep bestond toen uit leadzanger Frankie Valli, toetsenist en tenor Gaudio, leadgitarist en bariton Tommy DeVito en bassist en bas Nick Massi. Succes kwam toen de groep ging samenwerken met de in Philadelphia gevestigde producer Bob Crewe, die al hun latere hits ging produceren en samen met Bob Gaudio veel van de liedjes schreef. In 1962 bracht de groep hun eerste album uit, met daarop de single "Sherry". "Sherry" werd niet alleen de eerste hit van de groep, het was ook hun eerste nummer 1-hit in de VS en hun eerste internationale hit, die de zevende plaats wist te behalen in de Nederlandse hitlijsten. Na "Sherry" kwamen verscheidene andere grote hits, waaronder "Big Girls Don't Cry", "Walk Like a Man" en "Candy Girl". Voor een korte tijd golden The Four Seasons als een van de grootste muziekgroepen in de VS, in populariteit enkel overtroffen door The Beach Boys, waarmee ze regelmatig vergeleken werden.
In 1964 verliet de groep Vee Jay Records voor Philips Records. De Britse invasie, die toen de popmuziek in zijn greep had, had in het begin geen invloed op de populariteit van de groep. Een van hun grootste hits uit die tijd was "Rag Doll", hun vierde nummer 1-hit. Ze bleven hits scoren tot 1967, alhoewel nummers als "Let's Hang On", "Working My Way Back to You", "Opus 17", "I've Got You Under My Skin", "Beggin'" en "C'mon Marianne" minder succesvol waren. Ook brachten ze in die periode singles uit onder de naam The Wonder Who?, waaronder de Bob Dylan-cover "Don't Think Twice, It's All Right".
Na 1967 nam de populariteit van de groep af. Het publiek raakte meer geïnteresseerd in soul en hardere rock dan in harmonieuze pop. Alle singles die in de jaren na 1967 werden uitgebracht flopten. Frankie Valli was ondertussen naast zijn werk voor The Four Seasons een solocarrière begonnen en had in 1967 een grote hit met het nummer "Can't Take My Eyes Off You", dat later verscheidene malen gecoverd zou worden. Na het succes van die hits nam de groep van tijd tot tijd nummers op onder de naam Frankie Valli & The Four Seasons.
Het duurde tot 1975 voordat de groep een comeback maakte. Ondertussen had de groep in 1971 getekend bij een dochtermaatschappij van Motown. Valli en Gaudio waren toentertijd de enige overgebleven leden. Na enkele geflopte platen wisten The Four Seasons weer in 1975 een hit te scoren met nummers als "Who Loves You", "Silver Star" en "December, 1963 (Oh, What a Night)". Tegelijkertijd zag Valli zijn carrière als soloartiest weer een opleving krijgen met het succes van de singles "My Eyes Adored You" en "Swearin' to God".
Frankie Valli had in 1978 nog een wereldwijde hit met de titelsong van de zeer succesvolle musicalfilm Grease, maar daarna wist hij geen successen meer te behalen met de verkoop van platen, noch solo, noch met The Four Seasons, uitgezonderd een remix van "December 1963" in 1988. De groep bestaat nog en treedt ook nog steeds op. In 1990 werd de groep opgenomen in de Rock and Roll Hall of Fame en in 2005 ging een musical in première over de groep, Jersey Boys genaamd. De musical kreeg positieve kritieken en won meerdere Tony Awards. In 2014 werd de musical verfilmd door Clint Eastwood.
In 2024 kregen Frankie Valli en The Four Seasons een ster op de Hollywood Walk of Fame.

## Discografie

### Albums
| Album met eventuele hitnotering(en) in de Nederlandse Album Top 100 | Datum van verschijnen | Datum van binnenkomst | Hoogste positie | Aantal weken | Opmerkingen   |
| ------------------------------------------------------------------- | --------------------- | --------------------- | --------------- | ------------ | ------------- |
| Four Seasons story                                                  | 1976                  | 13-03-1976            | 18              | 13           | Verzamelalbum |
| 40 Original songs                                                   | 1978                  | 07-01-1978            | 46              | 4            | Verzamelalbum |

### Singles
| Single met eventuele hitnotering(en) in de Nederlandse Top 40 | Datum van verschijnen | Datum van binnenkomst | Hoogste positie | Aantal weken | Opmerkingen                          |
| ------------------------------------------------------------- | --------------------- | --------------------- | --------------- | ------------ | ------------------------------------ |
| Sherry                                                        | 12-1962               | -                     |                 |              |                                      |
| Big girls don't cry                                           | 03-1963               | -                     |                 |              |                                      |
| Rag doll                                                      | 10-1964               | -                     |                 |              |                                      |
| C'mon Marianne                                                | 1967                  | 29-07-1964            | 27              | 5            |                                      |
| Will you love me tomorrow                                     | 1968                  | 13-04-1967            | tip             | -            |                                      |
| Who loves you                                                 | 1975                  | 25-10-1975            | tip5            | -            |                                      |
| December 1963 (Oh what a night)                               | 1976                  | 20-03-1976            | 3               | 10           |                                      |
| Silver star                                                   | 1976                  | 26-06-1976            | 14              | 6            |                                      |
| Down the hall                                                 | 1977                  | 11-06-1977            | 16              | 5            |                                      |
| December 1963 (Oh what a night) (remix)                       | 1988                  | 09-07-1988            | 16              | 8            | als Frankie Valli & The Four Seasons |

### NPO Radio 2 Top 2000
| Nummer met noteringen in de NPO Radio 2 Top 2000 | '99  | '00  | '01  | '02  | '03  | '04 | '05  | '06 | '07  | '08  | '09-'12 | '13  | '14  | '15  |
| ------------------------------------------------ | ---- | ---- | ---- | ---- | ---- | --- | ---- | --- | ---- | ---- | ------- | ---- | ---- | ---- |
| December, 1963 (Oh, What a Night)                | 1349 | 1624 | 1523 | 1974 | 1862 | -   | 1984 | -   | 1758 | 1999 | -       | 1702 | 1510 | 1958 |

1. ↑  Een '-' betekent dat het nummer niet was genoteerd en een vetgedrukt getal geeft de hoogste notering aan.
2. ↑  Deze tabel is bijgewerkt tot en met de laatste editie (2024).